# Castell de Sorerols
El castell termenat de Sorerols, conegut també per Castell de Sobiranes, es troba a curta distància del Mas Sobiranes, dalt d'un petit pujol al sud-oest de la masia i a tramuntana de la Creu del Castell. El nom «Sorerols», amb el decurs del temps, ha sofert modificacions, i ara, segons l'obra consultada es pot llegir «Sererols», «Cerarols», «Serrarols».

## Història
El nom de Sorerols prové del llinatge dels senyors del castell, citat el segle xi. Defensava un terme que coincidia amb el de la parròquia de Sant Miquel de Sorerols. Al final del segle xi depenia dels vescomtes d'Osona-Cardona com altres castells del territori; Fàbregues, Rupit, Fornils o la «domus» de Tavertet. El lloc de Sorerols és documentat entre el 1025 i el 1050. El 1072 es documenta Guillem Sanç de Sorerols i el 1086, Ramon Folc I de Cardona, vescomte d'Osona-Cardona llega, entre d'altres, els castells de Savassona, Rupit i Sorerols a la seva muller Ermessenda i al seu germà Folc. El domini del llinatge vescomtal sobre el castell de Sorerols ja no es troba més en la documentació.
La família de feudataris que n'esdevingueren senyors es coneix des de l'esmentat Guillem Sanç de Sorerols (1072). Altres membres d'aquesta família cognominada Sorerols s'esmenten entre els anys 1091 i 1206. El 1206, en Ponç de Sorerols, la seva esposa i el seu fill i nora, posaren, sota la protecció de l'orde de Sant Joan de Jerusalem (o Orde Hospitaler), llurs possessions del terme «honorem nostrum quod habemus in toto termino castri de Sorerols».

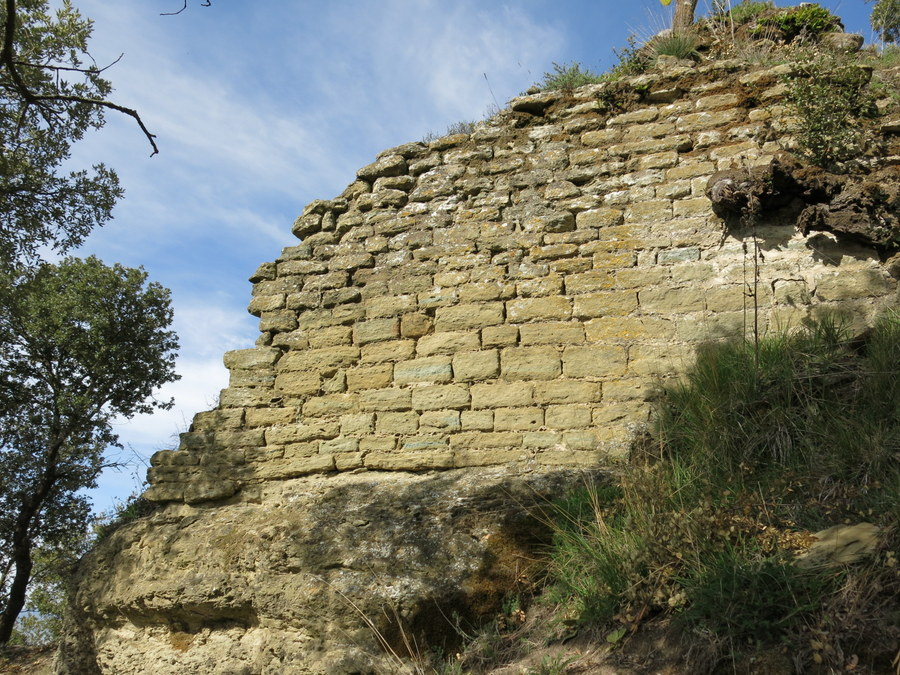
Castell de Sorerols (2016)

A final del segle xii tenia drets sobre aquest castell Rotllan o Rutilan de Malla. El seu fill, Berenguer de Malla, l'any 1206, posseïa el castell per llegat del seu pare. El seu fill, també de nom Berenguer, en fou senyor fins al 1250. En un capbreu de Sorerols, el 1212, s'hi documenta: «Berengarius de Medeya dix que te lo Castell de Sorerols en dita parròquia de Sant Miquel».
Els Malla eren, junt amb la família Santviçens, castlans del castell de Malla i, aquests darrers els substituïren, no se sap com, en el domini del Castell de Sorerols fins al 1379, que passà al domini de la família castlana dels Rovira que s'hi mantingueren fins al final del segle xv. El 1298, la possessió, en franc alou, recau en Guillem Francesc de Santvicenç, i el 1338 en Bernat de Santvicenç. El 1358, arran la creació del comtat d'Osona, consta que «lo castell de Çerrerols és d'en Francesc de Sant Viçenes e és son alou, mas la jurisdicció és tota del comte de Osona…».
A primeries del segle xvi (1515) el castell acollia set masies. El 1527 el tenia Antic de Cabrera. El 1587, Frederic de Cardona vengué castell i terme a Antoni Vila, baró de Savassona i pel fet d'ésser ell també senyor de Tavertet es fusionaren ambdós termes. El castell de Sorerols, un cop vinculat a la baronia de Savassona ja no sofrí cap més canvi de domini.

## Arquitectura
En queden un conjunt de murs atalussats fets amb un aparell de carreuons tallats amb escoda i martell disposats més o menys ordenadament però sense formar filades uniformes, i travats amb morter de calç. Hi ha molts carreus escampats pel voltant. Per les notícies històriques i les restes encara visibles, es creu que el castell era un conjunt d'edificacions més àmplies que una simple torre de defensa.
El nom d'aquest paratge, és a dir, "Sorerols", amb el decurs del temps, ha sofert modificacions, i ara, segons l'obra consultada es pot llegir "Sererols", "Cerarols" o "Serrarols".
El castell, en ruïna, és conegut també per "Castell de Sobiranes", car es troba a curta distància del Mas Sobiranes. Malgrat el seu dolentíssim estat de conservació, es pot observar avui dia, algunes restes com ara parts de murs, que delaten l'ús d'uns carreus irregulars, al igual que les filades. Els murs són atalussats i de planta circular.
El seu emplaçament és dominant -a 788 m. sobre el nivell de la mar- i en mig d'espessa arbreda. Per sota -a 768 m. sobre el nivell de la mar- destaca l'església de Sant Miquel de Sorerols, temple romànic.
El castell és assolible, amb certa facilitat, des del quilòmetre 4,30 de la carretera de Tavertet; per camí carreter, hom arriba a Sobiranes i a l'església de Sant Miquel de Sorerols -ara, comunament, Serrarols o, també dita, Sant Miquel de Sobiranes-.